# Équipe d'Argentine de football à la Copa América 1941
L'équipe d'Argentine de football participe à sa 15e Copa América lors de l'édition 1941 qui a eu lieu à Santiago au Chili du 2 février au 4 mars 1941.

## Résultats
Les cinq équipes participantes sont réunies au sein d'une poule unique où chaque formation rencontre une fois ses adversaires. À l'issue des rencontres, l'équipe classée première remporte la compétition.
|   | Équipe    | Pts | J | G | N | P | BP | BC | Diff |
| - | --------- | --- | - | - | - | - | -- | -- | ---- |
| 1 | Argentine | 8   | 4 | 4 | 0 | 0 | 10 | 2  | +8   |
| 2 | Uruguay   | 6   | 4 | 3 | 0 | 1 | 10 | 1  | +9   |
| 3 | Chili     | 4   | 4 | 2 | 0 | 2 | 6  | 3  | +3   |
| 4 | Pérou     | 2   | 4 | 1 | 0 | 3 | 5  | 5  | 0    |
| 5 | Équateur  | 0   | 4 | 0 | 0 | 4 | 1  | 21 | -20  |

| 12 février | Argentine | 2 | 1 | Pérou    |
| 16 février | Argentine | 6 | 1 | Équateur |
| 23 février | Argentine | 1 | 0 | Uruguay  |
| 4 mars     | Argentine | 1 | 0 | Chili    |

### Matchs
| 12 février 1941                                                                                  | Argentine      | 2 – 1 | Pérou        | Estadio Nacional (Santiago)                     |                                                 |
|                                                                                                  | Moreno 2e, 72e | (1 - 0) | Socarraz 53e | Spectateurs : 45 000 Arbitrage : Alfredo Vargas | Spectateurs : 45 000 Arbitrage : Alfredo Vargas |
| Estrada - Salomón, Alberti - Esperón, Minella, Sbarra - Belén, Moreno, Marvezzi, Sastre, Arregui | Équipes        | Honores - Quispe, Perales - Janneau ( Lobatón), V. Arce, Portal ( Jordán) - Quiñónez ( Magallanes), Socarraz, T. Fernández, Vallejas, Morales |              | Spectateurs : 45 000 Arbitrage : Alfredo Vargas | Spectateurs : 45 000 Arbitrage : Alfredo Vargas |

| 16 février 1941                                                                                                   | Argentine                                    | 6 – 1 | Équateur   | Estadio Nacional (Santiago)                    |                                                |
| | Marvezzi 3e, 17e, 28e, 39e, 59e · Moreno 30e | (5 - 0) | Freire 47e | Spectateurs : 70 000 Arbitrage : Aníbal Tejada | Spectateurs : 70 000 Arbitrage : Aníbal Tejada |
| Gualco ( 78e Estrada) - Salomón, Alberti - Colombo, Minella, Sbarra - Pedernera, Moreno, Marvezzi, Sastre, García | Équipes                                      | Santoliva ( Molina) - Hungría ( Angulo), Laurido - Garnica, Peralta, Mendoza - Cevallos, Raymondi Chávez ( Stacey), Suárez Rizzo, Alcívar, Freire |            | Spectateurs : 70 000 Arbitrage : Aníbal Tejada | Spectateurs : 70 000 Arbitrage : Aníbal Tejada |

| 23 février 1941 | Argentine  | 1 – 0 | Uruguay | Estadio Nacional (Santiago)                     |                                                 |
| | Sastre 53e | (0 - 0) |         | Spectateurs : 48 000 Arbitrage : Alfredo Vargas | Spectateurs : 48 000 Arbitrage : Alfredo Vargas |
| Estrada - Salomón ( 86e Coletta), Alberti - Colombo, Minella ( 40e Videla), Sbarra - Pedernera, Moreno, Marvezzi, Sastre, García | Équipes    | Paz - Cadilla, Romero - Martínez, Varela ( 76e González), Gambetta - Porta, Medina ( 73e Chirimini), Rivero, Riephoff, Magliano |         | Spectateurs : 48 000 Arbitrage : Alfredo Vargas | Spectateurs : 48 000 Arbitrage : Alfredo Vargas |

| 4 mars 1941                                                                                          | Argentine  | 1 – 0 | Chili | Estadio Nacional (Santiago)                    |                                                |
| | García 71e | (0 - 0) |       | Spectateurs : 70 000 Arbitrage : Aníbal Tejada | Spectateurs : 70 000 Arbitrage : Aníbal Tejada |
| Estrada - Salomón, Alberti - Videla, Batagliero, Sbarra - Pedernera, Moreno, Arrieta, Sastre, García | Équipes    | Livingstone - Roa, Vidal - Flores, Cabrera, Trejos ( Pastene) - Muñoz ( Sorrel), Toro, Carvajal, Contreras, Pérez |       | Spectateurs : 70 000 Arbitrage : Aníbal Tejada | Spectateurs : 70 000 Arbitrage : Aníbal Tejada |

| Copa América 1941 - Vainqueur Argentine 6e titre |